# Antonella Lualdi
Antonella Lualdi, eredeti nevén Antonietta de Pascale (Bejrút, 1931. július 6. – Róma, 2023. augusztus 10.) olasz színésznő, énekesnő.

## Élete
Olasz apa és görög anya gyermeke. A második világháború idején érkezett apja hazájába, ott fedezték fel a filmezés számára, amikor mindössze 18 éves volt.

## Filmjei
- Il principe delle volpi, rendező Henry King (1949)
- Signorinella, rendező Mario Mattoli (1949)
- Könnyebb egy tevének… (È più facile che un cammello...), rendező Luigi Zampa (1950)
- Canzoni per le strade, rendező Mario Landi (1950)
- Abbiamo vinto!, rendező Robert Adolf Stemmle (1950)
- Miracolo a Viggiù, rendező Luigi Giachino (1951)
- Ha fatto 13, rendező Carlo Manzoni (1951)
- L’ultima sentenza, rendező Mario Bonnard (1951)
- È arrivato l’accordatore, rendező Duilio Coletti (1952)
- Pentimento, rendező Enzo Di Gianni (1952)
- I figli non si vendono, rendező Mario Bonnard (1952)
- Cani e gatti, rendező Leonardo De Mitri (1952)
- Tre storie proibite, rendező Augusto Genina (1952)
- A köpönyeg (Il cappotto), rendező Alberto Lattuada (1952)
- Il romanzo della mia vita, rendező Lionello De Felice (1952)
- Quando le donne amano, rendező Christian-Jaque (1952)
- Solo per te Lucia, rendező Franco Rossi (1952)
- La cieca di Sorrento, rendező Giacomo Gentilomo (1952)
- William Tell, rendező Jack Cardiff (1953)
- La figlia del reggimento, rendező Bolváry Géza (1953)
- Perdonami!, rendező Mario Costa (1953)
- Gli uomini, che mascalzoni!, rendező Glauco Pellegrini (1953)
- Canzoni, canzoni, canzoni, rendező Domenico Paolella (1953)
- Amori di mezzo secolo, episodio Napoli 1943, rendező Roberto Rossellini (1954)
- Cronache di poveri amanti, rendező Carlo Lizzani (1954)
- Pietà per chi cade, rendező Mario Costa (1954)
- Casta Diva, rendező Carmine Gallone (1954)
- Vörös és fekete (Le rouge et le noir), rendező Claude Autant-Lara (1954)
- Papà Pacifico, rendező Guido Brignone (1954)
- Non c’è amore più grande, rendező Giorgio Bianchi (1955)
- Avanzi di galera, rendező Vittorio Cottafavi (1955)
- Le signorine dello 04, rendező Gianni Franciolini (1955)
- Gli innamorati, rendező Mauro Bolognini (1955)
- Andrea Chénier, rendező Clemente Fracassi (1955)
- Altair, rendező Leonardo De Mitri (1956)
- I giorni più belli, rendező Mario Mattoli (1956)
- Il cielo brucia, rendező Giuseppe Masini (1957)
- La regina della povera gente, rendező Pedro Ramírez (1957)
- A Parigi in vacanza, rendező Georges Lacombe (1957)
- La casa di Madame Kora, rendező Yves Allégret (1957)
- Padri e figli, rendező Mario Monicelli (1957)
- Fiatal férjek (Giovani mariti), rendező Mauro Bolognini (1958)
- Polikuska, rendező Carmine Gallone (1958)
- Una vita – Il dramma di una sposa (Une vie) rendező Alexandre Astruc (1958)
- La notte brava, rendező Mauro Bolognini (1959)
- Kettős küldetésben / Kulcsra zárva (À double tour) , rendező Claude Chabrol (1959)
- Il colore della pelle, rendező Michel Gast (1959)
- Sangue sull’asfalto, rendező Bernard Borderie (1959)
- Match contro la morte, rendező Claude Bernard Aubert (1959)
- Via Margutta, rendező Mario Camerini (1960)
- I delfini, rendező Francesco Maselli (1960)
- Appuntamento a Ischia, rendező Mario Mattoli (1960)
- I mongoli, rendező Leopoldo Savona (1961)
- Il disordine, rendező Franco Brusati (1962)
- Arrivano i titani, rendező Duccio Tessari (1962)
- Sesto senso, rendező Stefano Ubezio (1962)
- Gli imbroglioni, rendező Lucio Fulci (1963)
- Il figlio del circo, rendező Sergio Grieco (1963)
- A legrövidebb nap, rendező Sergio Corbucci (1963)
- Hong Kong un addio, rendező Gian Luigi Polidoro (1963)
- Amore mio, rendező Raffaello Matarazzo (1964)
- Se permettete parliamo di donne, rendező Ettore Scola (1964)
- I cento cavalieri, rendező Vittorio Cottafavi (1964)
- |La coda del diavolo, rendező Franco Rossi (1964)
- Delitto allo specchio, rendező Jean Josipovici (1964)
- Su e giù, rendező Mino Guerrini (1965)
- Il pasto delle belve, rendező Christian-Jaque (1965)
- Surcouf, l’eroe dei sette mari, rendező Sergio Bergonzelli (1966)
- Il grande colpo di Surcouf, rendező Sergio Bergonzelli (1966)
- Il massacro della foresta nera, rendező Ferdinando Baldi (1966)
- Ragan, rendező Luciano Lelli (1967)
- La colonna di Traiano, rendező Mircea Drăgan (1968)
- 100 ragazze per un playboy, rendező Michael Pfleghar (1968)
- Un caso di coscienza, rendező Gianni Grimaldi (1969)
- Vincent, Francois, Paul és a többiek (Tre amici, le mogli e (affettuosamente) le altre), rendező Claude Sautet (1974)
- I giorni della chimera, rendező Franco Corona (1975)
- La legge violenta della squadra anticrimine, rendező Stelvio Massi (1976)
- Non sparate sui bambini, rendező Gianni Crea (1978)
- Mafia una legge che non perdona, rendező Bob Ghisais (1980)
- Carlotta, rendező Stefano Rolla (1981)
- Il giardino dell'eden, rendező Yazuco Masumura (1981)
- Zero in condotta, rendező Giuliano Carnimeo (1983)
- Una spina nel cuore, rendező Alberto Lattuada (1985)
- Diritto di vivere, rendező Stefano Arquilla (1990)
- Tutti gli uomini di Sara, rendező Gianpaolo Tescari (1992)
- Urlo della verità, rendező Stelvio Massi (1992)
- Per amore o per amicizia, rendező Paolo Poeti (1992)
- Nefertiti, figlia del sole, rendező Georges Gilles (1994)
- La bella società, rendező Gian Paolo Cugno (2010)

## Fordítás
- Ez a szócikk részben vagy egészben  az   Antonella Lualdi című német Wikipédia-szócikk fordításán alapul.  Az eredeti cikk szerkesztőit annak laptörténete sorolja fel. Ez a jelzés csupán a megfogalmazás eredetét és a szerzői jogokat jelzi, nem szolgál a cikkben szereplő információk forrásmegjelöléseként.
- Ez a szócikk részben vagy egészben  az   Antonella Lualdi című olasz Wikipédia-szócikk fordításán alapul.  Az eredeti cikk szerkesztőit annak laptörténete sorolja fel. Ez a jelzés csupán a megfogalmazás eredetét és a szerzői jogokat jelzi, nem szolgál a cikkben szereplő információk forrásmegjelöléseként.